# Andira parviflora
Andira parviflora är en ärtväxtart som beskrevs av Adolpho Ducke. Andira parviflora ingår i släktet Andira och familjen ärtväxter. Inga underarter finns listade i Catalogue of Life.